# Wu Haiyan
Wu Haiyan (xinès tradicional: 吳海燕, xinès simplificat: 吴海燕, pinyin: Wú Hǎiyàn; Jiande, Zhejiang, 26 de febrer de 1993), és una jugadora xinesa de futbol, que juga al Wuhan Jiangda.
Capitana de la selecció xinesa des del 2014, ha participat als Mundials de 2015 i 2019.

## Trajectoria
Wu Haiyan va nàixer en el llogaret de Zhongxian, Hekeng, comunitat de Yangxi, que depén administrativament de la ciutat de Jiande, a la província de Zhejiang.
En 2002, va ingressar al centre esportiu de Hangzhou per a entrenar futbol, i en 2008, va ingressar a l'equip nacional de futbol juvenil, la Selecció femenina de futbol sub-17 de la Xina. Al febrer de 2014, la capitana de l'equip nacional de futbol femení, Pu Wei, de 34 anys, es va retirar de la selecció, i Wu Haiyan es va convertir en la nova capitana de l'equip nacional de futbol femení.
Després de debutar com a capitana, va portar a l'equip xinés a una victòria de 1-0 sobre Nova Zelanda, una victòria de 3-1 sobre Mèxic i una victòria de 1-0 sobre Corea del Nord, guanyant la Copa Yongchuan per primera vegada.
A nivell de clubs, el 2014 va jugar a la lliga de Corea, i el 2015 va unir-se al Shandong Jinghua, obtenint el campionat aquell mateix any.